# Icelinus quadriseriatus
Icelinus quadriseriatus és una espècie de peix pertanyent a la família dels còtids.

## Descripció
- Fa 8,9 cm de llargària màxima.[6][7]

## Hàbitat
És un peix marí, demersal i de clima subtropical que viu entre 6 i 201 m de fondària.

## Distribució geogràfica
Es troba al Pacífic oriental central: des del comtat de Sonoma (Califòrnia, els Estats Units) fins al sud de la Baixa Califòrnia (Mèxic).

## Observacions
És inofensiu per als humans.